# فريدريك فلايشمان
فريدريك فلايشمان (بالألمانية: Johann Friedrich Anton Fleischmann)‏ هو ملحن ألماني، ولد في 19 يوليو 1766 في ماركت هايدنفلد في ألمانيا، وتوفي في 30 نوفمبر 1798 في ماينينغن في ألمانيا.

## وصلات خارجية
- فريدريك فلايشمان على موقع ميوزك برينز (الإنجليزية)